# IC 1384
IC 1384 је галаксија у сазвјежђу Водолија која се налази на листи објеката дубоког неба у Индекс каталогу.
Деклинација објекта је - 1° 22' 7" а ректасцензија 21h 27m 53,0s. Привидна величина (магнитуда) објекта IC 1384 износи 15,4 а фотографска магнитуда 16,0. IC 1384 је још познат и под ознакама MCG 0-54-17, CGCG 375-39, PGC 66796.